# Pausinystalia macroceras
Pausinystalia macroceras är en måreväxtart som först beskrevs av Karl Moritz Schumann, och fick sitt nu gällande namn av Jean Baptiste Louis Pierre och Lucien Beille. Pausinystalia macroceras ingår i släktet Pausinystalia och familjen måreväxter. Inga underarter finns listade i Catalogue of Life.